# Непокретна културна добра у Србији
Непокретна културна добра у Србији су класификована и заштићена добра дефинисана законом (Закон о културним добрима, чл. 19-22) која су од општег интереса за Републику Србију. У склопу система државне заштите културних добара у Србији, непокретна културна добра су дефинисана као прва од две основне категорије, док другу категорију представљају покретна културна добра.

## Категоризација по значају
У зависности од значаја, непокретна културна добра се разврставају у три законом дефинисане категорије: 
- непокретна културна добра од изузетног значаја,
- непокретна културна добра од великог значаја и
- заштићена непокретна културна добра.

## Категоризација по врсти
Непокретна културна добра у Србији се по слову закона деле на четири основне врсте:
- Споменици културе су грађевинско-архитектонски објекти од посебног културног или историјског значаја, као и његових градитељских целина, објеката народног градитељства, других непокретних објеката, делова објекта и целине са својствима везаним за одређену средину, дела монументалног и декоративног сликарства, вајарства, примењених уметности и техничке културе, као и других покретних ствар у њима од посебног културног и историјског значаја.
- Просторно културно-историјске целине су урбана или рурална насеља или њихови делови, односно простори с више непокретних културних добара од посебног културног и историјског значаја.
- Археолошка налазишта су делови земљишта или површина под водом које садрже остатке грађевина и других непокретних објеката, гробних и других налаза, као и покретне предмете из ранијих историјских доба, а од посебног су културног и историјског значаја.
- Знаменита места је простор везан за догађаје од посебног значаја за историју, подручја с израженим елементима природних и радом створених вредности као јединствених целина, као и спомен гробова или гробља и других спомен обележја која су подигнута ради трајног очувања успомене на значајне догађаје, личности и места из националне историје (меморијали), од посебног културног и историјског значаја.

### Централни регистар непокретних културних добара у Србији
У централном регистру, који се води при Републичком заводу за заштиту споменика културе, тренутно је уписано 2.536 непокретних културних добара, од тога 2.192 споменика културе, 77 просторно културно-историјских целина, 191 археолошких  налазишта и 77 знаменитих места.
Категорисаних непокретних културних добара има 782 од чега 200 од изузетног значаја а 582 од великог значаја. Међу непокретним културним добрима од изузетног значаја налази се 155 споменика културе, 11 просторно културно-историјских целина, 18 археолошких налазишта и 16 знаменитих места. Међу  непокретним културним добрима од великог значаја су 512 споменика културе, 28 просторно културно-историјских целина, 25 археолошких налазишта и 17 знаменитих места.
Према упоредној категоризацији, регистар је подељен у дванаест категорија:
| Изузетни значај                                           | Велики значај                                           | Заштићени                                      |
| --------------------------------------------------------- | ------------------------------------------------------- | ---------------------------------------------- |
| Споменици културе од изузетног значаја                    | Споменици културе од великог значаја                    | Заштићени споменици културе                    |
| Просторно културно-историјске целине од изузетног значаја | Просторно културно-историјске целине од великог значаја | Заштићене просторно културно-историјске целине |
| Археолошка налазишта од изузетног значаја                 | Археолошка налазишта од великог значаја                 | Заштићена археолошка налазишта                 |
| Знаменита места од изузетног значаја                      | Знаменита места од великог значаја                      | Заштићена знаменита места                      |